# Leichtathletik-Europameisterschaften 1954/4 × 100 m der Frauen

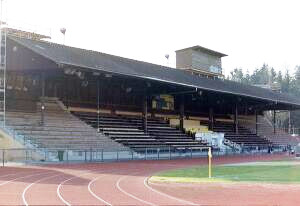
Tribüne des Stadions Neufeld in Bern

Die 4-mal-100-Meter-Staffel der Frauen bei den Leichtathletik-Europameisterschaften 1954 wurde am 28. und 29. August 1954 im Stadion Neufeld in Bern ausgetragen.
Europameisterin wurde die Sowjetunion (Wera Krepkina, Rimma Ulitkina, Marija Itkina, Irina Turowa).
Die Bundesrepublik Deutschland gewann die Silbermedaille mit Irmgard Egert, Charlotte Böhmer, Irene Brütting und Maria Sander.
 Bronze ging an Italien in der Besetzung Maria Musso, Giuseppina Leone,  Letizia Bertoni und Milena Greppi.

## Rekorde

### Bestehende Rekorde
| Weltrekord   | 45,6 s | Sowjetunion (Wera Kalaschnikowa, Sinaida Safronowa, Nadeschda Chnykina, Irina Turowa) | Budapest, Ungarn                               | 20. September 1953 |
| Europarekord | 45,6 s | Sowjetunion (Wera Kalaschnikowa, Sinaida Safronowa, Nadeschda Chnykina, Irina Turowa) | Budapest, Ungarn                               | 20. September 1953 |
| EM-Rekord    | 46,8 s | Deutsches Reich (Josefine Kohl, Käthe Krauß, Emmy Albus, Ida Kühnel)                  | EM Wien, damals Deutschland (heute Österreich) | 18. September 1938 |

### Rekordegalisierung / -verbesserungen
Der bestehende EM-Rekord wurde bei diesen Europameisterschaften einmal eingestellt und zweimal verbessert. Außerdem gab es sieben neue Landesrekorde.
- Meisterschaftsrekorde:
  - 46,8 s (Egalisierung) – Italien (Maria Musso, Giuseppina Leone, Letizia Bertoni, Milena Greppi), erster Vorlauf am 28. August
  - 46,1 s (Verbesserung) – Sowjetunion (Wera Krepkina, Rimma Ulitkina, Marija Itkina, Irina Turowa), erster Vorlauf am 28. August
  - 45,8 s (Verbesserung) – Sowjetunion (Wera Krepkina, Rimma Ulitkina, Marija Itkina, Irina Turowa), Finale am 29. August
- Landesrekorde:
  - 46,8 s – Italien (Maria Musso, Giuseppina Leone, Letizia Bertoni, Milena Greppi), erster Vorlauf am 28. August
  - 47,3 s – Polen (Maria Piątkowska, Barbara Lerczak, Celina Gerwin, Maria Bibro), erster Vorlauf am 28. August
  - 47,4 s – Frankreich (Henriette Robert, Yvette Monginou, Monique Jacquet, Denise Laborie), erster Vorlauf am 28. August
  - 48,3 s – Österreich (Trude Wareka, Elfriede Steurer, Elfriede Geist, Friedrike Harasek), zweiter Vorlauf am 28. August
  - 48,3 s – Saarland (Inge Eckel, Helga Hoffmann, Trudi Schaller, Ursula Finger), zweiter Vorlauf am 28. August
  - 46,6 s – Italien (Maria Musso, Giuseppina Leone, Letizia Bertoni, Milena Greppi), Finale am 29. August
  - 47,1 s – Polen (Maria Piątkowska, Barbara Lerczak, Celina Gerwin, Maria Bibro), Finale am 29. August

## Vorrunde
28. August 1954, 18:15 Uhr
Die Vorrunde wurde in zwei Läufen durchgeführt. Die ersten drei Staffeln pro Lauf – hellblau unterlegt – qualifizierten sich für das Finale.

### Vorlauf 1
| Platz | Name           | Nation                                                          | Zeit (s)    |
| ----- | -------------- | --------------------------------------------------------------- | ----------- |
| 1     | Italien        | Maria Musso Giuseppina Leone Letizia Bertoni Milena Greppi      | 46,8 CRe/NR |
| 2     | BR Deutschland | Irmgard Egert Charlotte Böhmer Irene Brütting Maria Sander      | 47,1        |
| 3     | Polen          | Maria Piątkowska Barbara Lerczak Celina Gerwin Maria Bibro      | 47,3 NR     |
| 4     | Frankreich     | Henriette Robert Yvette Monginou Monique Jacquet Denise Laborie | 47,4 NR     |
| 5     | Ungarn         | Olga Gyarmati Ida Dénes Ibolya Greminger Vera Neszmélyi         | 48,5        |
| 6     | Schweiz        | Edith Jakob Trudy Hänseler Gretel Bolliger Sonja Pretot         | 48,8 NR     |

### Vorlauf 2
| Platz | Name             | Nation                                                         | Zeit (s) |
| ----- | ---------------- | -------------------------------------------------------------- | -------- |
| 1     | Sowjetunion      | Wera Krepkina Rimma Ulitkina Marija Itkina Irina Turowa        | 46,1 CR  |
| 2     | Großbritannien   | Heather Armitage Jean Desforges Shirley Pirie Anne Pashley     | 46,7     |
| 3     | Tschechoslowakei | Zlata Ptackova Jana Rabova Anna Kovaříková Libuse Strejckova   | 48,3     |
| 4     | Österreich       | Trude Wareka Elfriede Steurer Elfriede Geist Friedrike Harasek | 48,3 NR  |
| 5     | Saarland         | Inge Eckel Helga Hoffmann Trudi Schaller Ursula Finger         | 48,3 NR  |

## Finale
29. August 1954
| Platz | Name             | Nation                                                       | Zeit (s) |
| ----- | ---------------- | ------------------------------------------------------------ | -------- |
| 1     | Sowjetunion      | Wera Krepkina Rimma Ulitkina Marija Itkina Irina Turowa      | 45,8 CR  |
| 2     | BR Deutschland   | Irmgard Egert Charlotte Böhmer Irene Brütting Maria Sander   | 46,3     |
| 3     | Italien          | Maria Musso Giuseppina Leone Letizia Bertoni Milena Greppi   | 46,6 NR  |
| 4     | Großbritannien   | Heather Armitage Jean Desforges Shirley Pirie Anne Pashley   | 46,7     |
| 5     | Polen            | Maria Piątkowska Barbara Lerczak Celina Gerwin Maria Bibro   | 47,1 NR  |
| 6     | Tschechoslowakei | Zlata Ptackova Jana Rabova Anna Kovaříková Libuse Strejckova | 48,5     |